# Edeby säteri

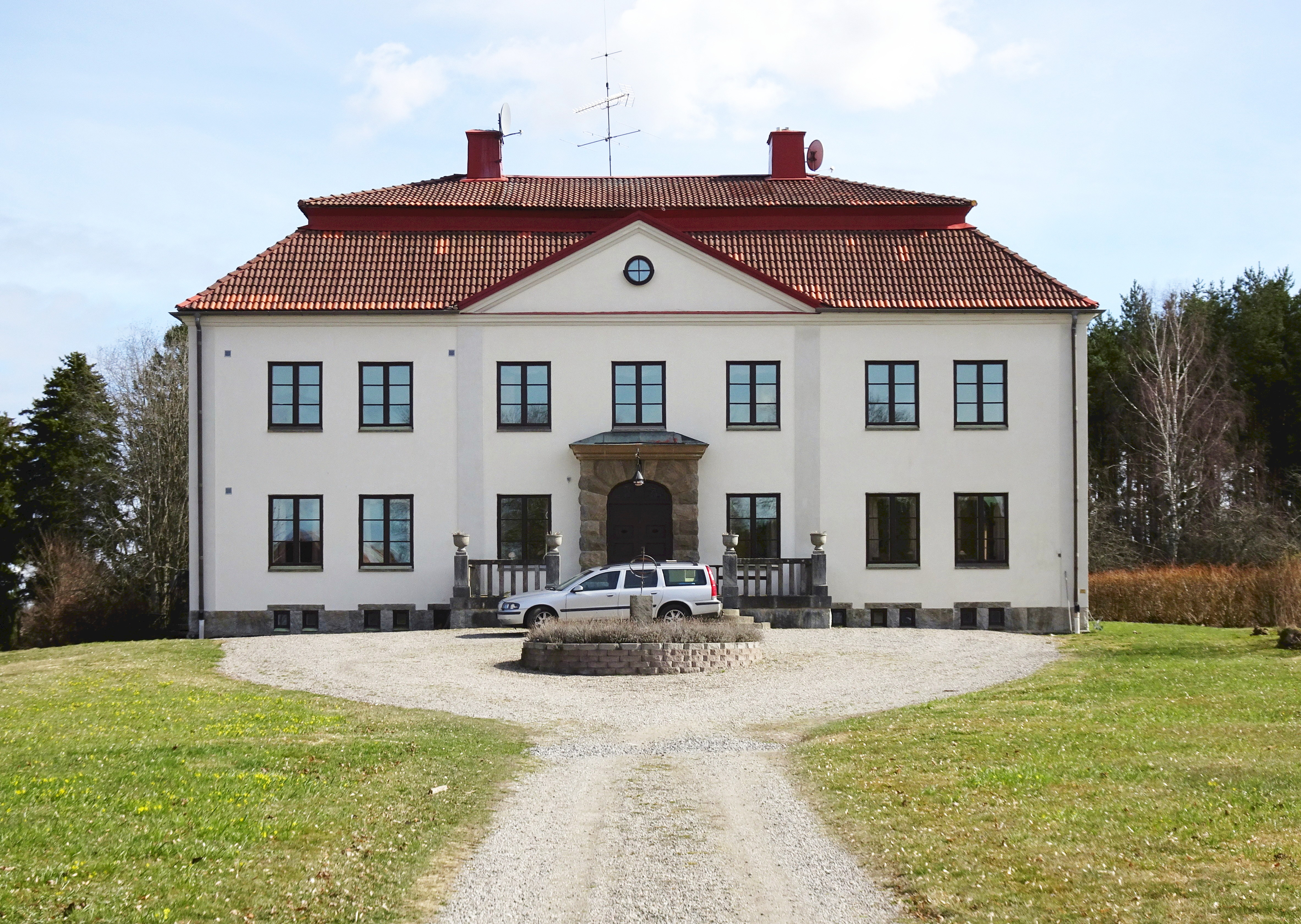
Edeby säteri, huvudbyggnad, 2017.

Edeby gård (numera kallad Edeby säteri) är ett tidigare säteri beläget nära orten Norrvrå i Hölö socken i Södertälje kommun. Enligt kommunen utgör ”Edebys mångfacetterade miljö ett samlat kulturhistoriskt värde” samt att ”huvudbyggnaden är av arkitektoniskt intresse”.

## Historik

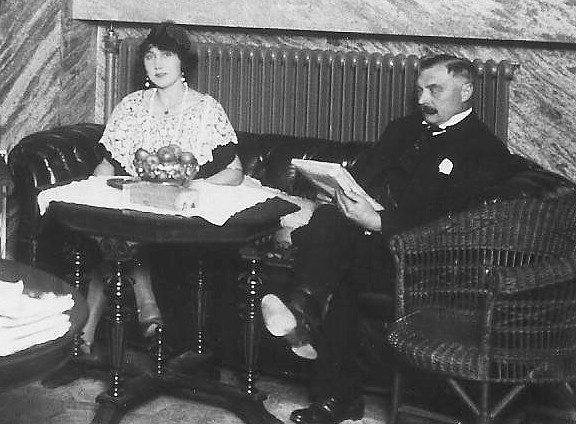
Odile och Theodor Lundberg.

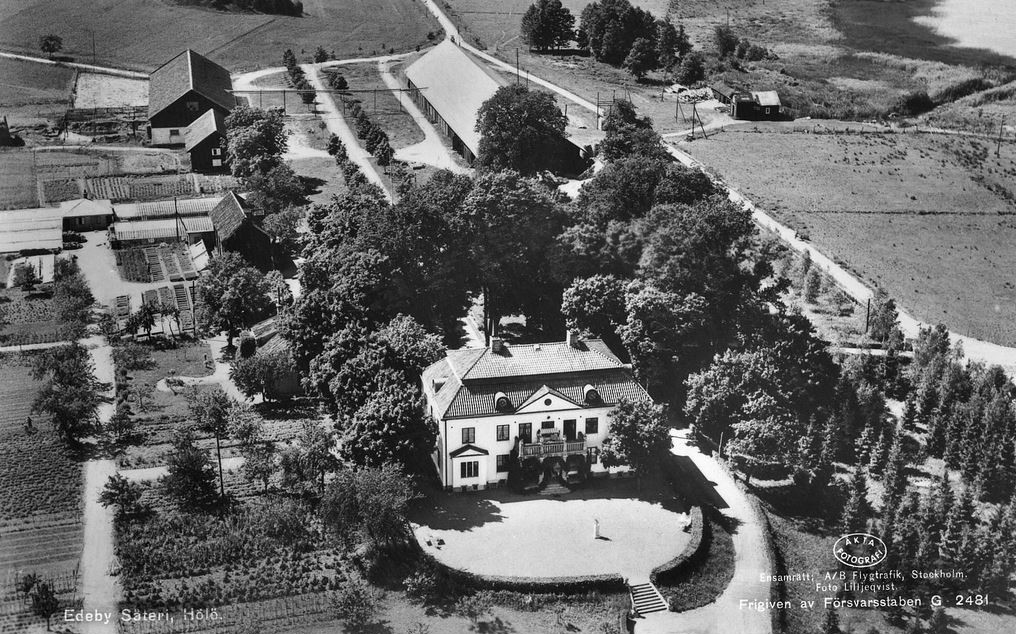
Edeby säteri, vykort från 1930-talet.

Platsen var bebodd redan på bronsåldern och vikingatiden som skålgropar och en fornborg (RAÄ-nummer Hölö 259:1) kan vittna om. Förleden ed i namnet Edeby betyder en "markremsa mellan två sjöar". Området ligger mellan nuvarande Lillsjön och Kyrksjön i norr och Sörsjön i söder.
Edeby gård omnämns i skrift första gången 1361 då gården förekommer i ett bytesbrev tillsammans med flera andra gårdar. Från 1617 tillhörde säteriet familjen Lohde, som samtidigt ägde granngården Vrå. År 1698 förvärvades Vrå och Edeby av Jesper Ehrencreutz, som då även ägde Ehrendahls bruk i Frustuna socken. Under 1700-talet tillhörde Edeby familjen Grüner och därefter greve Trolle-Löwen till Sjösa. Under 1800-talet hörde Edeby tillsammans med Tullgarn, Vrå gård och Lida gård till de större egendomar i socknen. Gårdens huvudbyggnad förstördes under 1800-talets tidigare hälft av vådeld. Då kvarstod bara gårdens flygelbyggnad (numera riven).
År 1911 förvärvades egendomen av Theodor Lundberg (1869-1960) tillsammans med en kompanjon. 1920 mantalsskrev han sig i Hölö och blev ensamägare till godset. Theodor Lundberg var bankman och startade 1919 tillsammans med sin bror bankirfirman Lundberg & Co. Lundberg lät 1922 uppföra nuvarande huvudbyggnad som står i slutet av en 1,4 kilometer lång trädplanterad allé vilken börjar idag i orten Norrvrå men ursprungligen sträckte sig till granngården Vrå. Alléns del närmast huvudbyggnaden flankeras av flera stall och ekonomibyggnader samt ett äldre, knuttimrat magasin som anses vara byggnadshistoriskt intressant. Vid norra sidan om infarten finns en gulputsad statarbyggnad (idag privatbostäder). Bakom huvudbyggnaden (mot öster) anordnades en fruktträdgård.

## Bilder, exteriör och omgivning

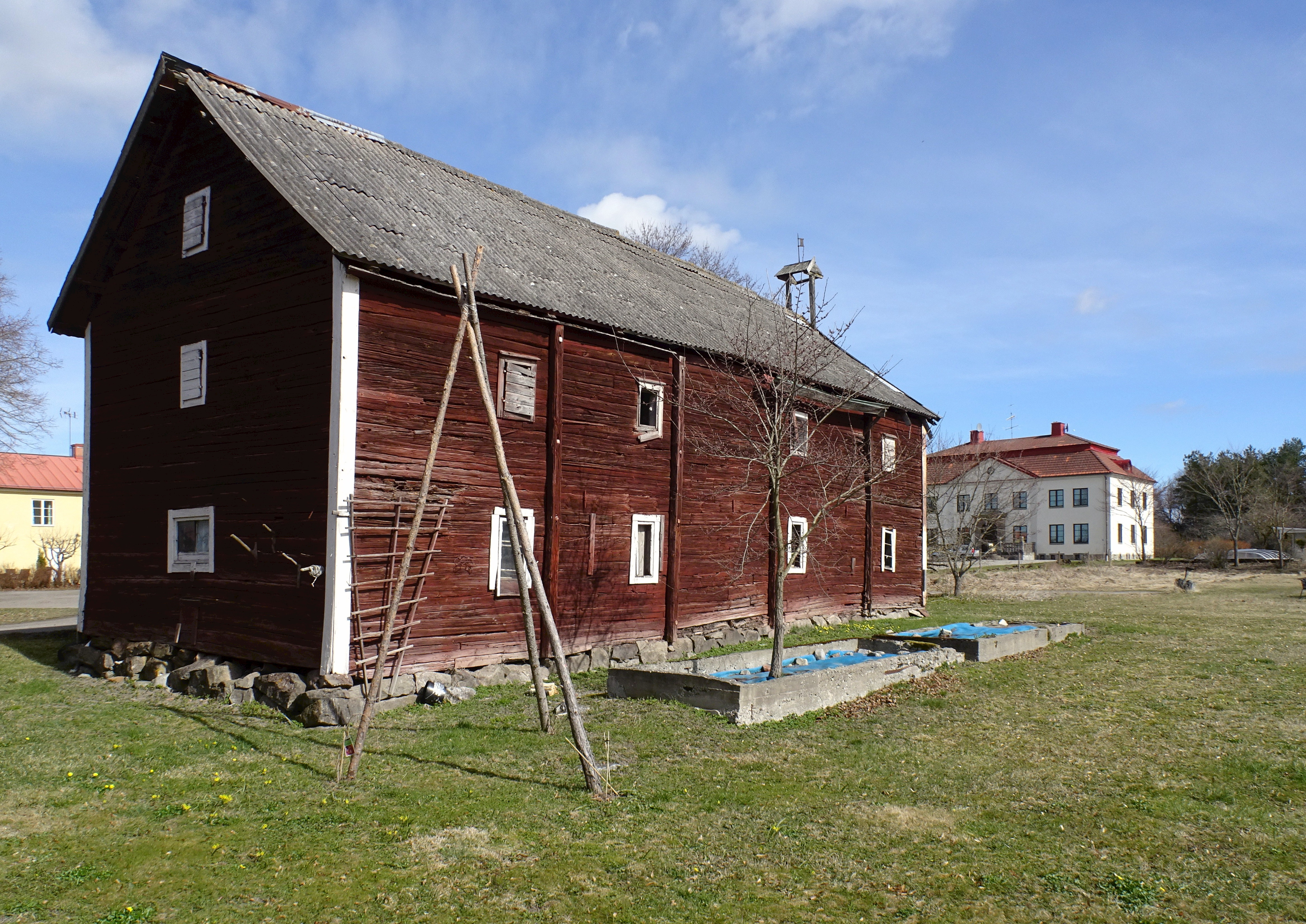
Äldre magasin
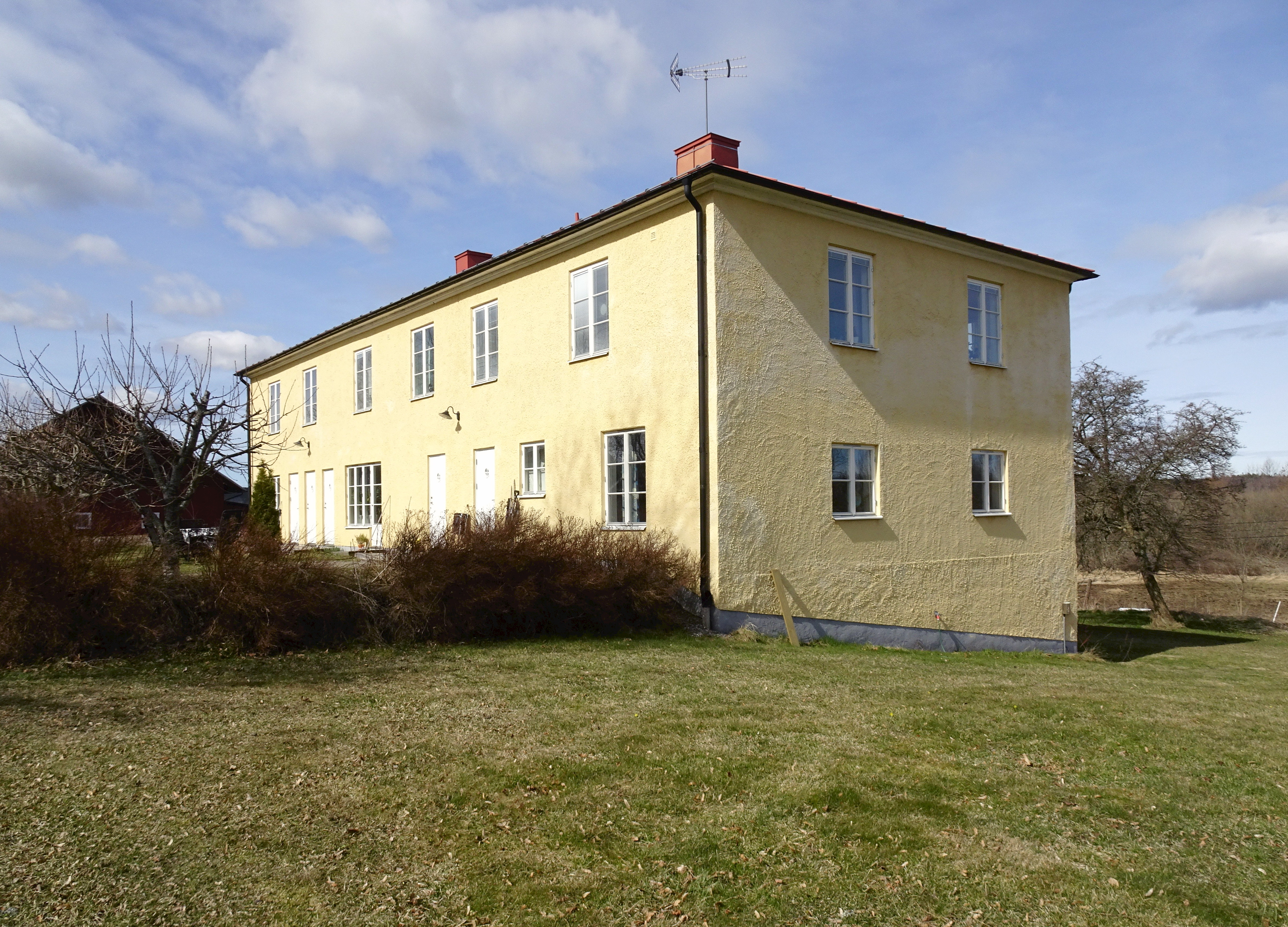
F.d. statarlängan

## Huvudbyggnaden
Edebys huvudbyggnad uppfördes i två våningar med en stomme i murtegel och bjälklag av armerad betong, vilket var en nyhet. Husets formgivning påminner om den klassiska herrgårdsarkitekturen från 1800-talets andra hälft. Byggnaden gestaltades i nyklassicism med putsade fasader som delas upp av pilastrar. Mot entré- och gårdsfasaden märks ett tympanon. Entréns portal inramas av grovhuggen granit. Mot gårdssidan dominerar en stor altan som bärs upp av fyra kolonner i granit. Yttertaket är av typ säteritak och täckt av rött lertegel. Uppvärmningen skedde redan från början med centralvärme.
Interiört märks bland annat en generös entréhall som går över två våningar. Här ligger ett tvåfärgat marmorgolv som liksom den öppna spisen i marmor och en marmorfris på väggen kom från det egna marmorbrottet. Marmorarbetena präglas av hög klass. Inredningen gick i hustru Odiles smak med bland annat franska möbler och ett litet kapell intill sovrummet. Hon var franskfödd och katolik. Theodor Lundberg bodde på Edeby fram till sin död i maj 1960. Hustrun Odile bodde kvar till sin död 1974. Senare tog sonen Georg över och ägde gården till slutet av 1970-talet.  Därefter har flera ägare avlöst varandra.

## Verksamhet

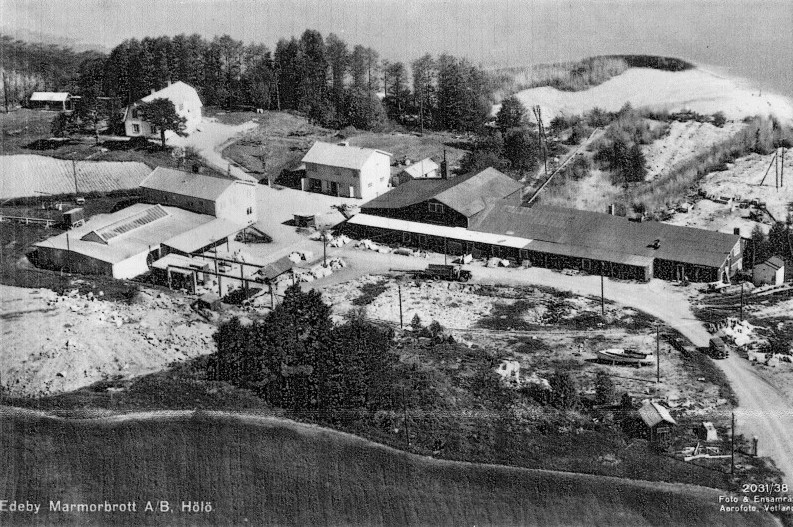
Edeby marmorbrott 1950-tal.

Lundberg lät även anlägga en industrialiserad marmorbrytning på sina ägor som kom att utvecklas till ett lönande företag känt under namnet Edeby Marmorbrott AB. Redan tidigare fanns flera mindre brott i trakten. Det största ligger mitt i tätorten Norrvrå och är numera vattenfylld och ortens badplats. Vid Lillsjön uppstod en industri där marmorn sågades till block och bearbetades. Idag ligger här en bilskrotningsanläggning. Verksamheten existerade mellan 1922 och 1970-talet och hade som mest ett 60-tal anställda.
Efter att marmorbrytningen upphörde har man på gården bedrivit traditionellt lantbruk med spannmål, mjölkproduktion och skogsbruk. Från egendomen styckades ett antal villatomter som ligger mellan gårdsbebyggelsen och Norrvrå. Idag finns på Edeby säteri även hästverksamhet med ridstall och hästuppfödning. Gula villan och andra av gårdens småhus hyrs ut som bostäder. Edebys nuvarande ägare är sedan januari 2000 familjen Warg.

## Torpet Linde

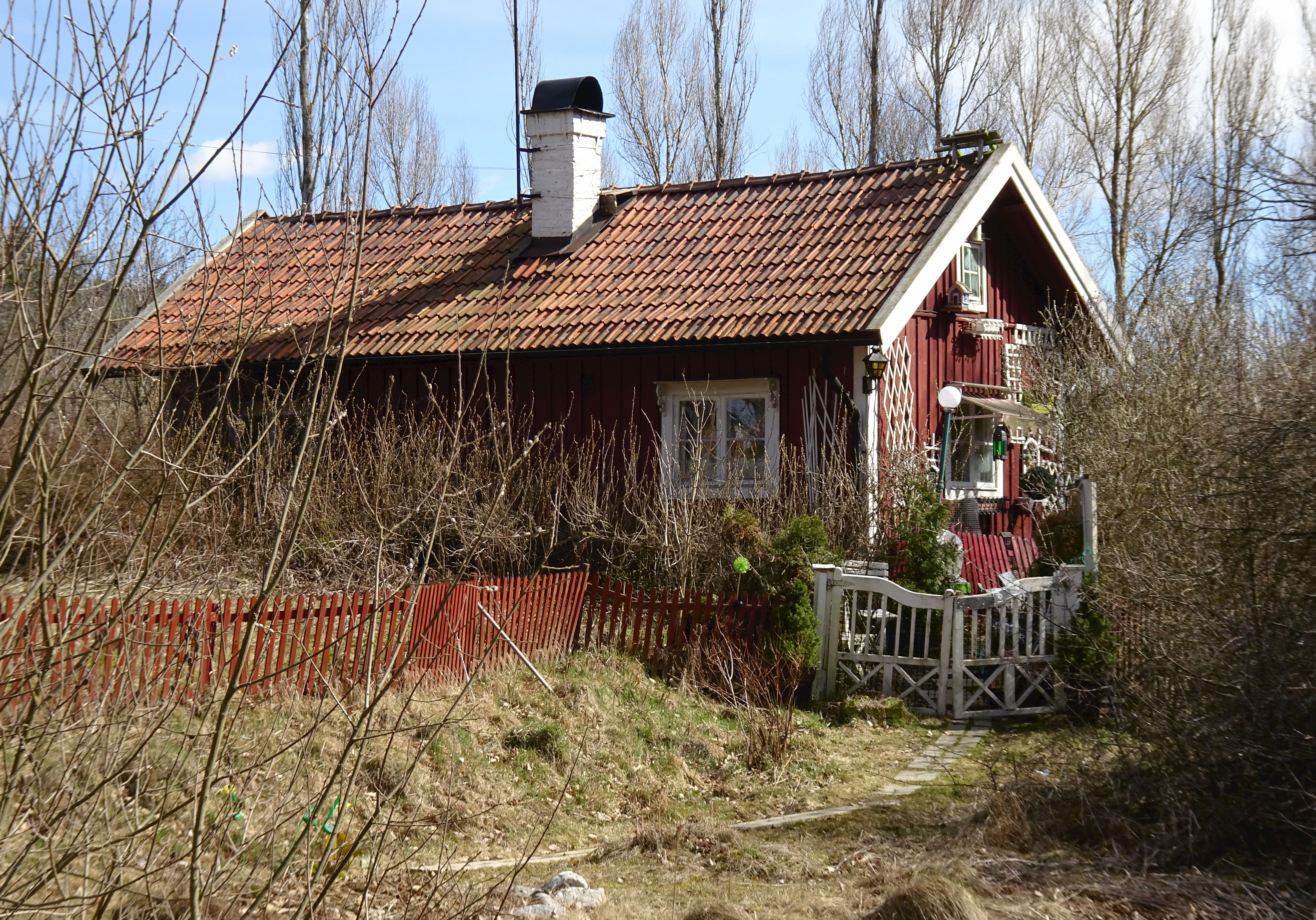
Torpet Linde.

Strax söder om Edeby ligger torpet Linde som var ursprungligen ett dagsverkstorp under Edeby säteri men avstyckades senare till kronoboställe. Linde var ett av Södermanlands författartorp som under 1900-talets första hälft hyrdes av bland andra Gustav Sandgren. Tillsammans med Harry Martinson, Josef Kjellgren, Erik Asklund och Artur Lundkvist ingick han i gruppen ”Fem unga”. Sandgren skrev ibland under pseudonymen Gabriel Linde som inspirerades av torpets namn.